# Seelitz
Seelitz es un municipio situado en el distrito de Sajonia Central, en el estado federado de Sajonia (Alemania), a una altitud de 224 metros. Su población a finales de 2016 era de unos 1750 habitantes y su densidad poblacional, 58 hab/km².